# Борисоглебская башня (Новгородский детинец)

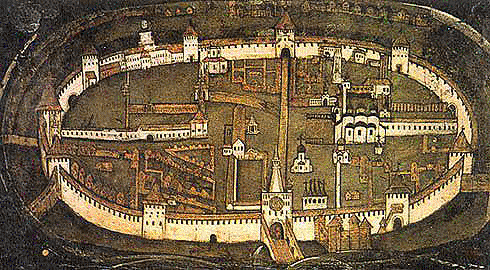
Борисоглебская башня на фрагменте Михайловской иконы «Знамения Божией Матери», конца XVII века. Изображение башни в нижней части фрагмента, слева от центра

Борисоглебская башня — несохранившаяся четырёхугольная башня в восточной части Новгородского детинца, находилась у левого берега Волхова. Выстроена была в последний раз в конце XV века во время масштабных работ по перестройке детинца, вероятно, на месте прежней, построенной в 1331—1334 гг. во время работ по строительству Каменного Града вдоль берега Волхова от Владимирской надвратной церкви до Бориса и Глеба, проводимых по указанию новгородского архиепископа Василия в XIV веке.
Башня была пятиярусной, прямоугольной в плане, глухой (то есть непроезжей). В 1626 году названа в описи «за Борисом и Глебом» по отношению к несохранившейся церкви Бориса и Глеба, находившейся в детинце прямо за башней. В конце XVI века в башне сделаны 18 отпускных (навесных) бойниц, как у Покровской башни. Тогда же в Борисоглебской башне были заложены и вылазные ворота.
В конце XVIII века башня рухнула. Конечным этапом разрушения послужил пожар 1745 года, когда Борисоглебская башня и отходящая от неё к югу стена разрушились. В донесении 1818 года сообщается об окончательном разрушении башни; руины были разобраны в XIX веке, а на месте башни возведена часть стены. Имелось предложение по восстановлению башни в 1960-е годы, но оно не было осуществлено. От башни ныне остался только фундамент, исследовавшийся M.X. Алешковским в 1960 году. Глубина залегания фундамента — 1 м, сложен он был из камней на известковом растворе. Кладка башни была выполнена кирпичом размером 6 × 13 × 26 см. Над фундаментом сооружена забетонированная площадка, возвышающаяся над грунтом, а на крепостной стене со стороны Волхова ныне установлена информационная табличка.

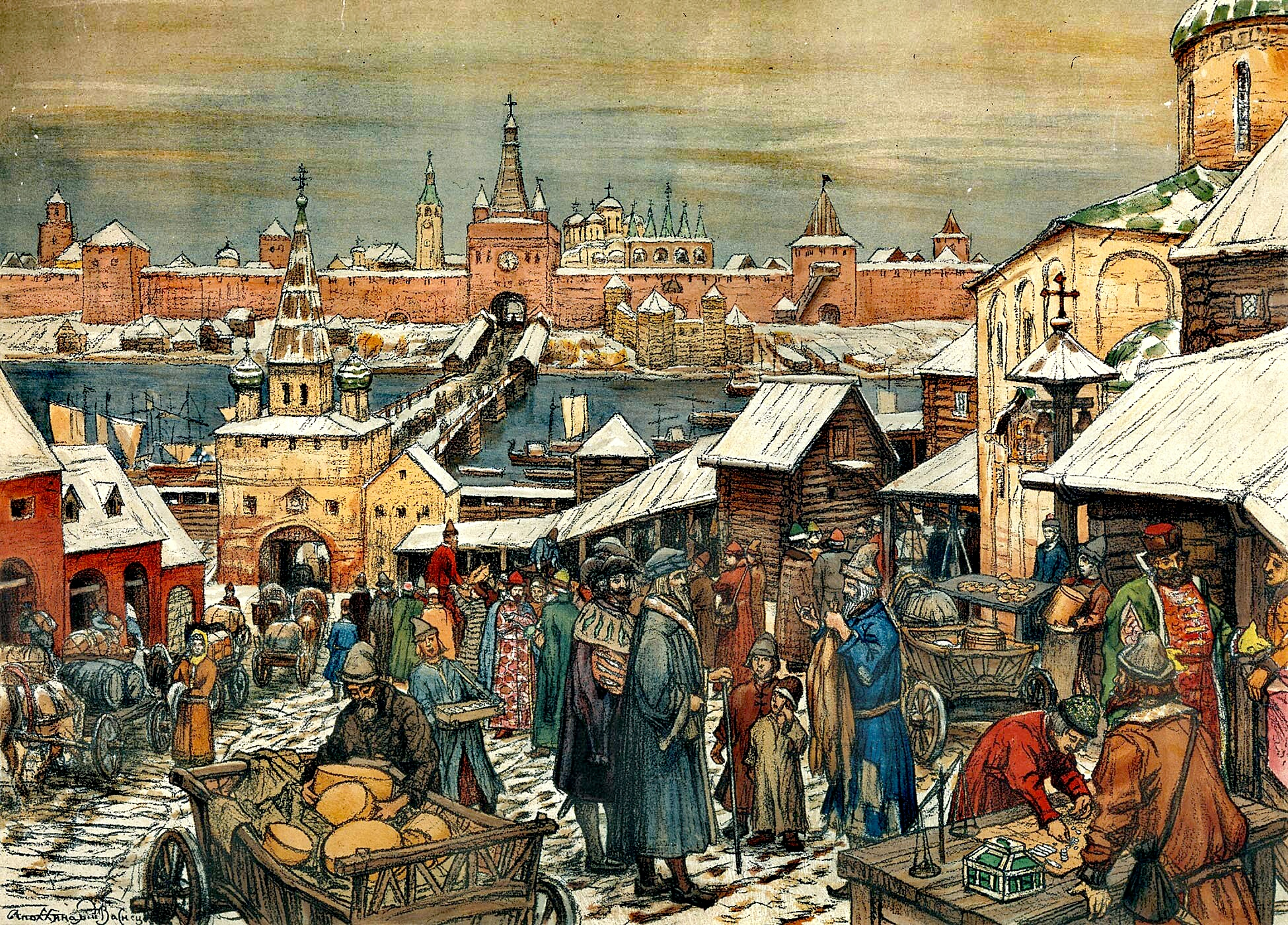
«Новгородский торг» — картина Аполлинария Васнецова. На заднем плане слева от моста — Борисоглебская башня
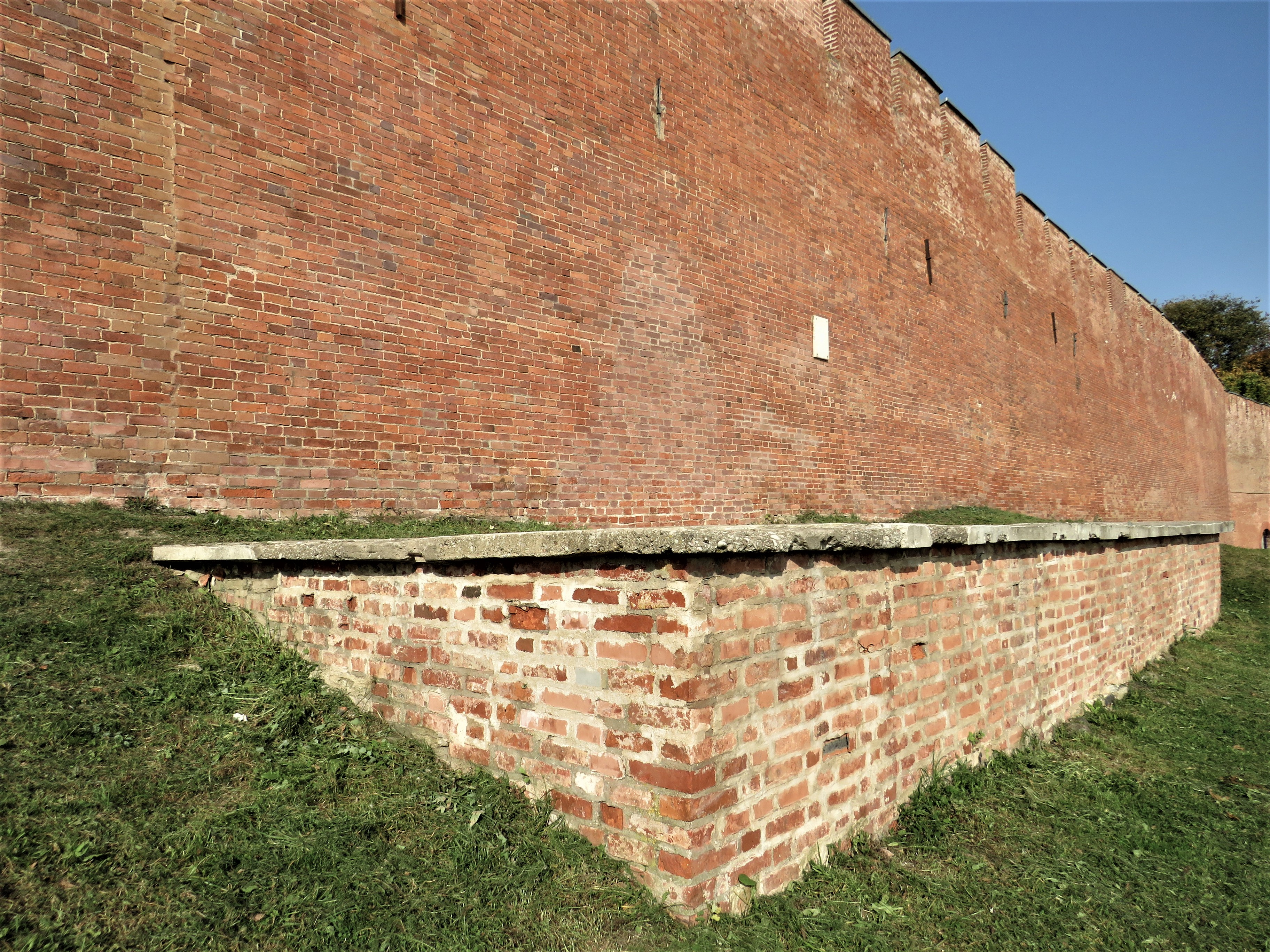
Фундамент Борисоглебской башни
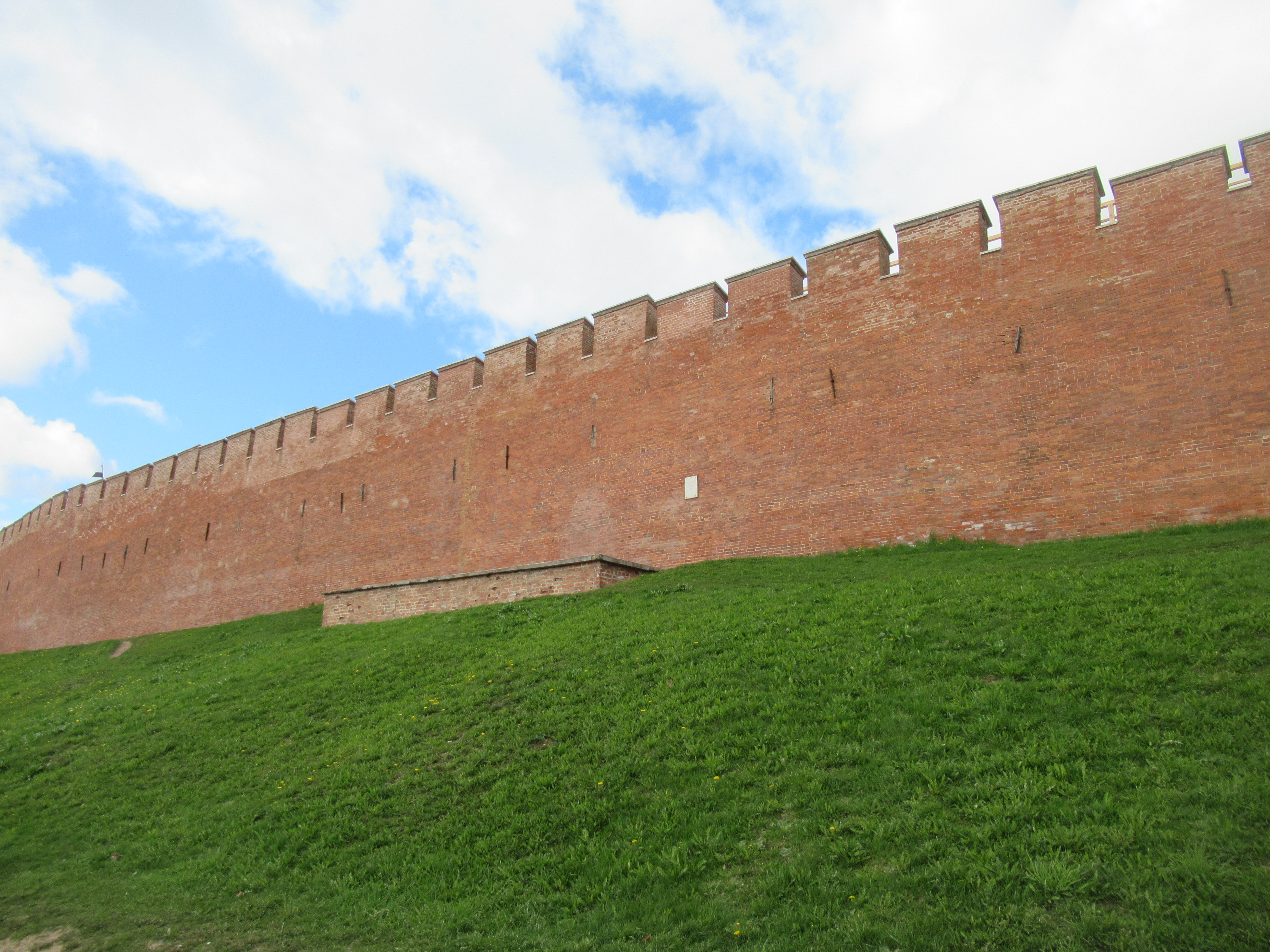
Стена с фундаментом и табличкой